# مطلاع

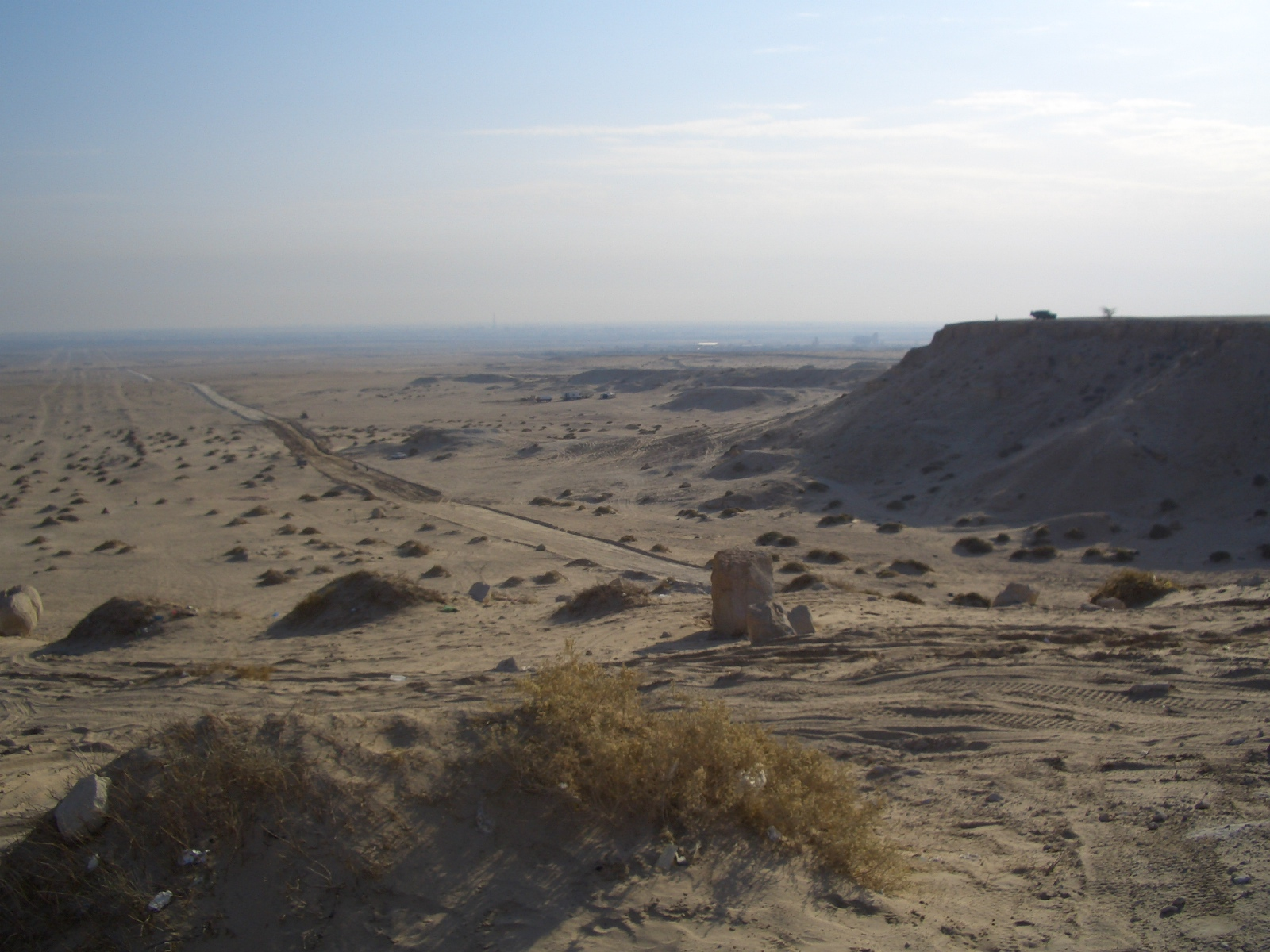
نمایی از ارتفاعات مطلاع

مطلاع (انگلیسی: Mutla Ridge) نام پشته و خط‌الرأسی در استان جهرای کویت است که با ارتفاع ۱۴۲ متر، بیشترین ارتفاع نسبی را در این کشور دارد، در حالی که بلندترین نقطه این کشور نیست.

## تاریخ
طی جنگ خلیج فارس، نیروهای عراق قصد داشتند در حالی که روی این خط‌الرأس بودند برای تهدید عربستان سعودی بمب پرتاب کنند. در فوریه 1991، هواپیماهای آمریکایی به نیروهای عراقی در حال عقب‌نشینی که از کویت در حال فرار از کویت یه‌سمت بصره در «بزرگراه مرگ» بودند، حمله کردند.